# Isotima albicineta
Isotima albicineta là một loài tò vò trong họ Ichneumonidae.